# Skulptur Projekte

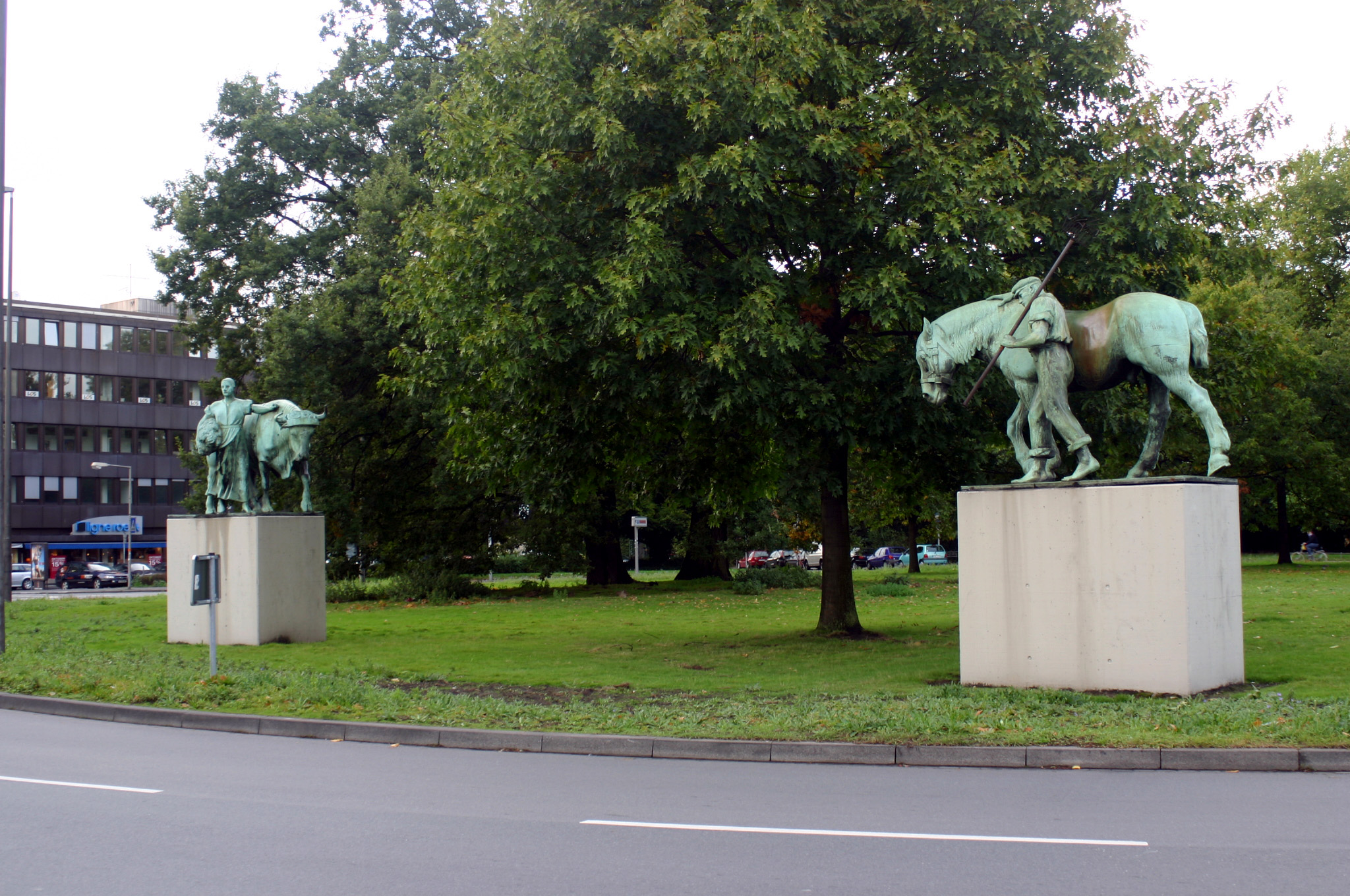
Sculture in Ludgeriplatz nella città di Münster.

Skulptur Projekte è una manifestazione di arte contemporanea. È il più grande evento di arte pubblica in Europa. Ha luogo ogni dieci anni dal 1977, nella città tedesca di Münster, in Vestfalia, al centro della regione agricola chiamata Münsterland.
È un appuntamento che si tiene in contemporanea con un'altra grande manifestazione di arte contemporanea che ha luogo ogni cinque anni, che è Documenta a Kassel, nell'Assia settentrionale, in Germania.
Sino a ora hanno avuto luogo cinque edizioni di Skulptur Projekte, nel 1977, 1987, 1997, 2007 e 2017.

## La storia e le origini
La storia di Skulptur Projekte nella città di Münster inizia nel 1970, quando George Rickey, artista statunitense, installò la sua scultura cinetica Drei rotierende Quadrate, che aveva donato a questa città tedesca.
A quel tempo il consiglio comunale della città diede un parere negativo alla collocazione di opere d'arte nello spazio pubblico.
Perciò Klaus Bussmann, allora direttore del Westfälisches Landesmuseum a Münster, per creare un ponte di dialogo sull'arte negli spazi pubblici, organizzò una serie di letture e presentazioni nel 1977 al Westfälisches Landesmuseum e invitò nove artisti con il compito di concepire e realizzare progetti destinati a vie e parchi della città, con l'intento di esaminare l'ambivalente relazione tra arte e spazi pubblici.
Il titolo dell'esibizione letteralmente significa 'progetti di scultura'.
La città di Münster, come in nessun'altra parte della Germania, con la manifestazione Skulptur Projekte, ha creato una piattaforma di discussione per esplorare nello specifico il tema dell''arte nello spazio pubblico', in ogni suo aspetto e nell'interdipendenza tra arti, città e pubblico.
Ogni dieci anni, artisti di fama internazionale vengono invitati a produrre in loco installazioni site-specific, disseminate in modo eterogeneo nel piccolo centro tedesco.
I lavori vengono installati in un vasto raggio che comprende sia il territorio urbano di Münster, sia l'area dei parchi e la zona agricola che la circonda.
La sede di riferimento dello Skulptur Projekte rimane il LWL-State Museum of Art and Cultural History, di cui Brigitte Franzen è curatrice, che ne è anche sponsor insieme alla città di Münster e allo stato federale della Renania Settentrionale-Vestfalia. Le opere vengono commissionate dai curatori dopo un forte dibattito con i cittadini, l'università e il museo. "Di ogni scultura fin dall'inizio viene fissato il prezzo, che non può essere modificato, per dar certezza alle acquisizioni".

## Le quattro edizioni di Skulptur Projekte '77/'87/'97/'07
- Mappa delle opere di Skulptur project dell'edizione 2007 e delle passate edizioni (PDF), su skulptur-projekte.de.

### Skulptur Projekte1977 dal 3 luglio al 13 novembre 1977
La prima edizione ha iniziato con un'esibizione di nove progetti out-door, realizzati al di fuori dello spazio museale.
Le opere riflettono sulla questione della forma e del significato della scultura nel ventesimo secolo, tema che per i curatori Klaus Bußmann, commissario tedesco alla Biennale di Venezia del 1993, Brigitte Kuhn e Kasper König divenne un motivo per promuovere un discorso più ampio..

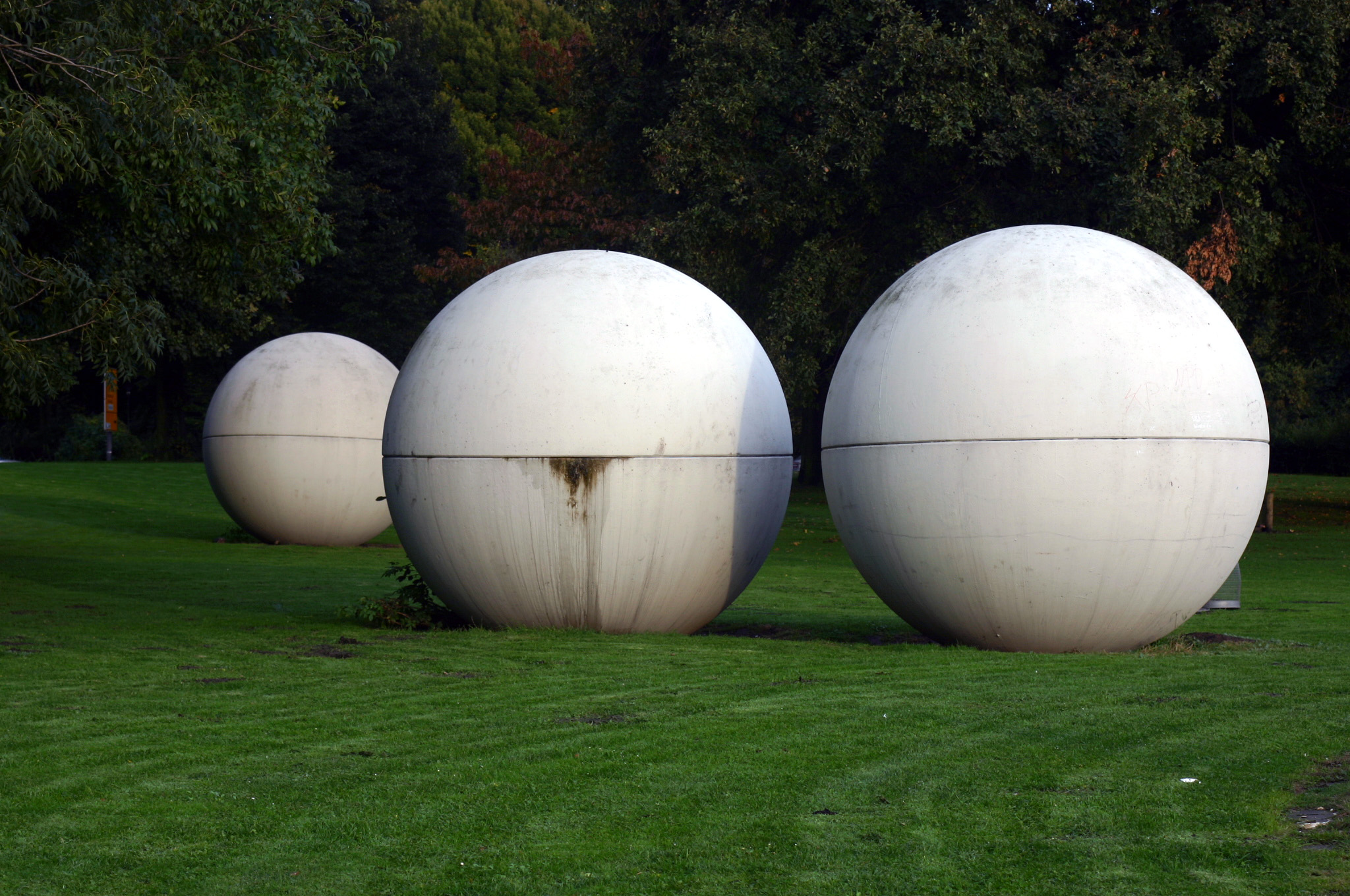
Giant Poolballs di Claes Oldenburg

#### Artisti invitati
- Carl Andre nato nel 1935, Massachusetts vive a New York.
- Michael Asher nato nel 1943 a Los Angeles dove vive e lavora.
- Joseph Beuys (1921 Kleve - 1986 Düsseldorf).
- Donald Judd (1928 - 1994 Exelsior Springs, Missouri, USA).
- Richard Long nato nel 1945 a Bristol, Inghilterra, vive a Bristol.
- Bruce Nauman nato nel 1941 a Fort Wayne, Indiana, vive a Pecos, New Mexico.
- Claes Oldenburg nato nel 1929 a Stoccolma, Svezia, vive tra New York, Denver e l'Olanda.
- Ulrich Rückriem nato nel 1938 a Düsseldorf, vive tra l'Irlanda e la Normandia.
- Richard Serra nato nel 1939 a San Francisco, vive a New York.

#### Opere
Opere permanenti:

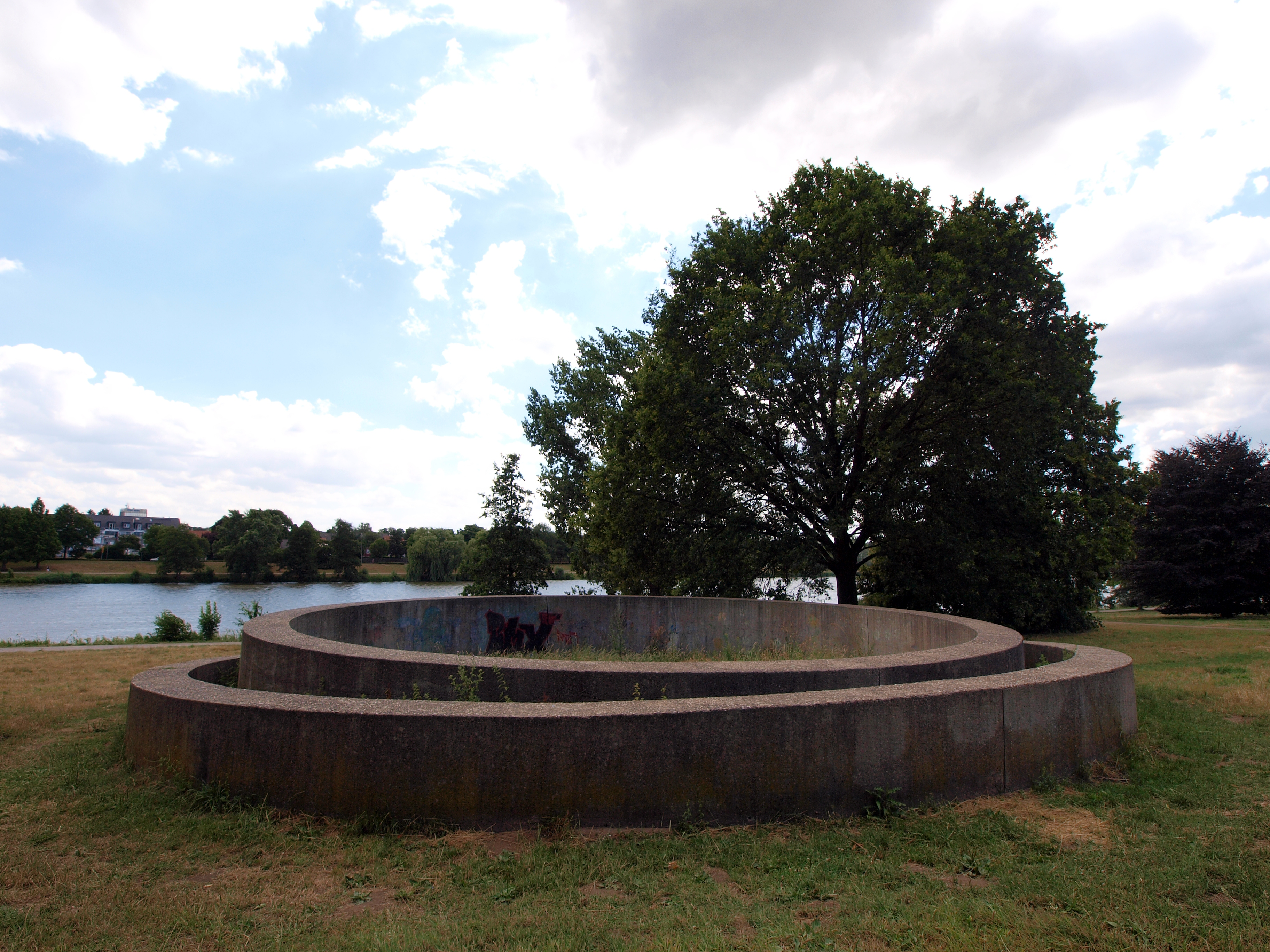
Senza titolo di Donald Judd

- Senza titolo di Donald Judd, Lago Aa.
- Giant Pool Balls di Claes Oldenburg, Lago Aa.
- Synlasticon di James Reineking, all'angolo con Westhffstr. e Langenbusch.
- Dolomit zugeschnitten di Ulrich Rückriem, Jesuitengang vicino alla chiesa di San Pietro.

Opere temporanee:
- Steel Line for Professor Landois di Carl Andre.
- Wohnwagen Caravan di Michael Asher.
- Radikal e Unschlitt/Tallow di Joseph Beuys.
- Stone Cairn di Richard Long.

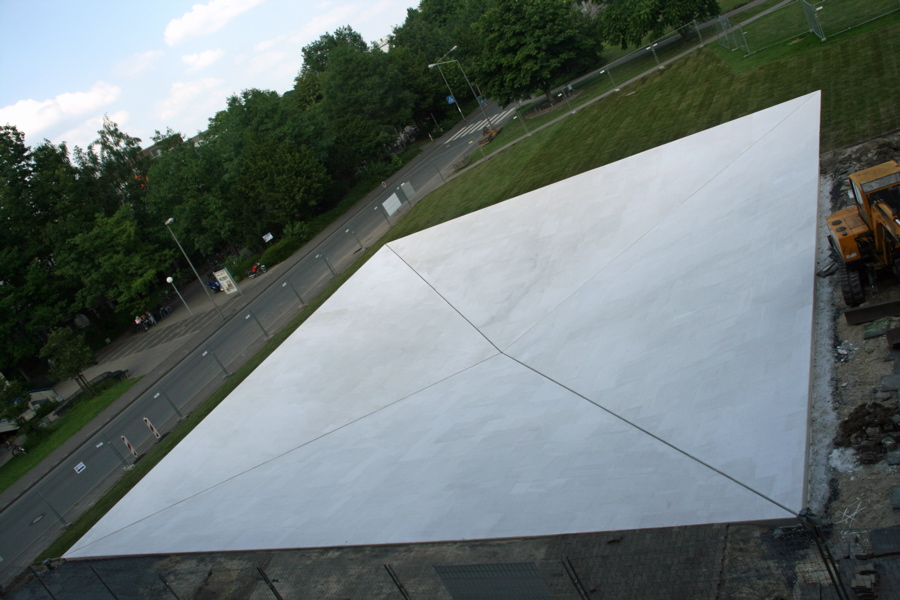
Square Depression 2007

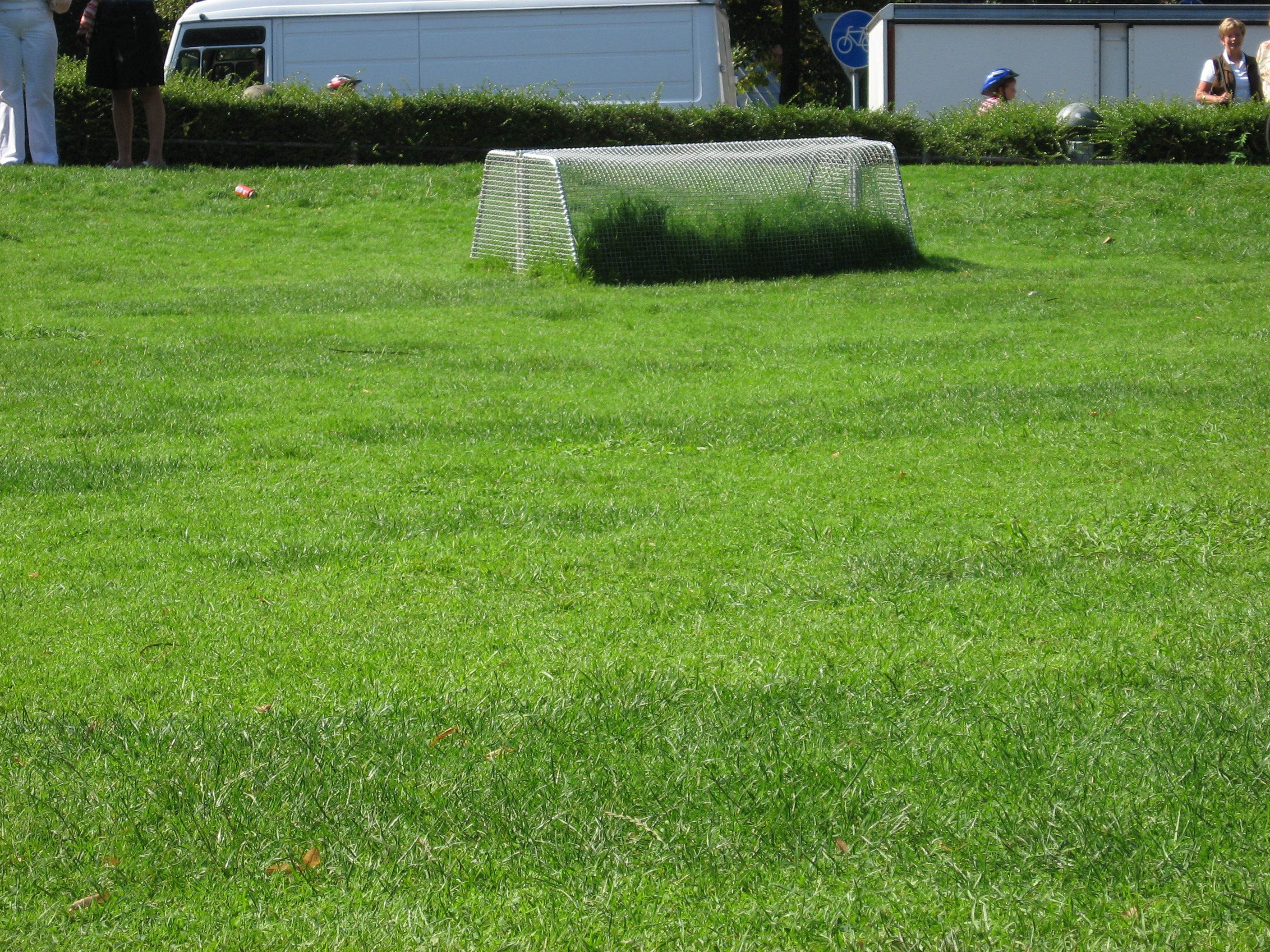
Dominique Gonzales Foester 2007

- Square Depression di Bruce Nauman che sarà realizzata nel 2007.
- Senza titolo di Richard Serra.

### Skulptur Projekte1987 dal 14 giugno al 4 ottobre 1987
Dr. Klaus Bußmann e Kasper König sono stati i curatori della seconda edizione e hanno invitato 63 artisti internazionali.

#### Artisti invitati

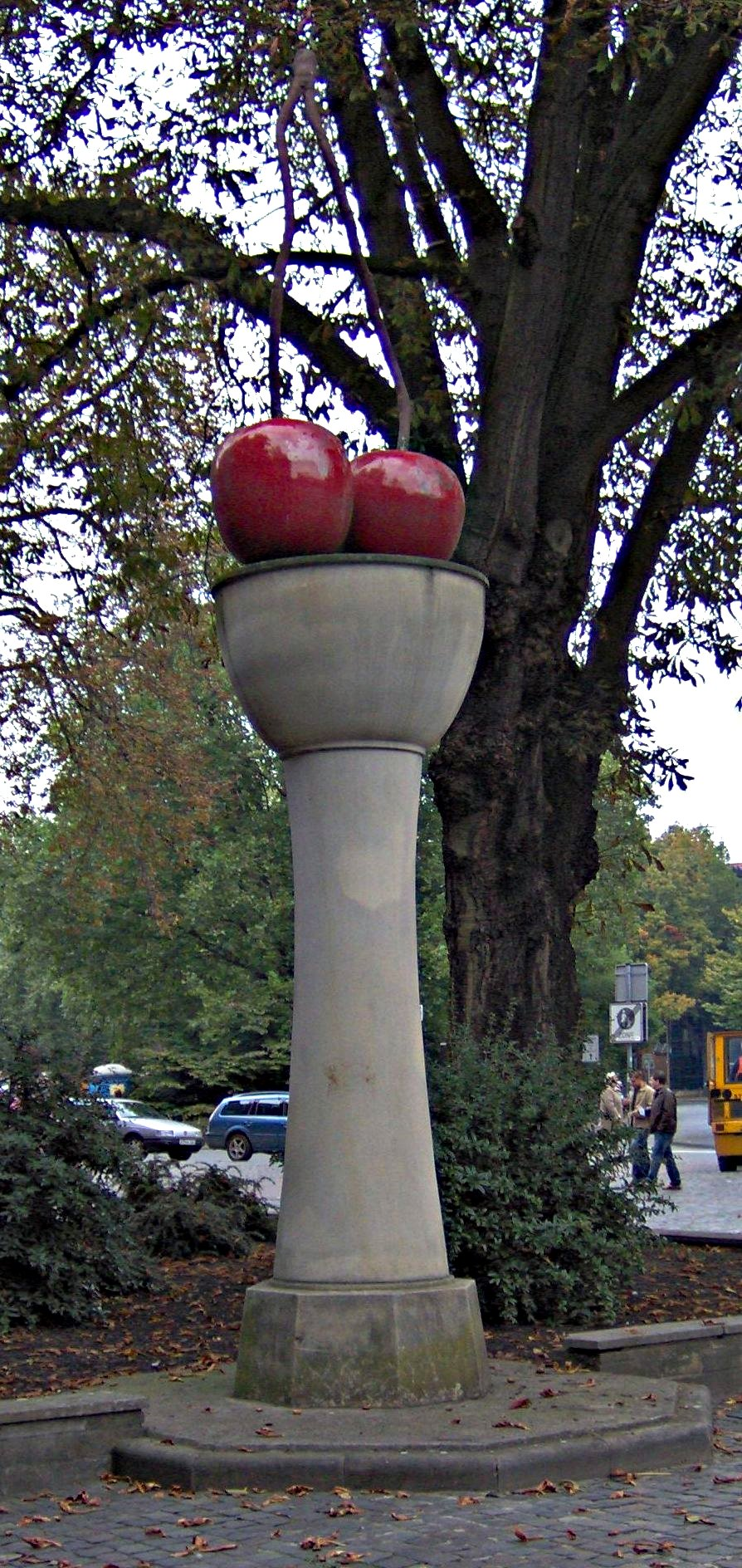
Kirschensäule di Thomas Schütte

Dennis Adams nato nel 1948 a Des Moines, Iowa, USA, vive a New York.
Carl Andrenato nel 1935 a Quincy, Massachusetts, USA,vive a New York.
Giovanni Anselmo nato nel 1934 a Borgofranco d'lvrea, Italia, vive a Torino.
Siah Armajani nato nel 1939 a Teheran, Iran, vive a Minneapolis, USA.
Richard Artschwager,
Michael Asher,
Stephan Balkenhol,
Lothar Baumgarten,
Joseph Beuys,
George Brecht,
Daniel Buren,
Scott Burton,
Eduardo Chillida,
Thierry de Cordier,
Richard Deacon,
Luciano Fabro,
Robert Filliou,
Ian H. Finlay,
Peter Fischli e David Weiss,
Katharina Fritsch,
Isa Genzken,
Ludger Gerdes,
Dan Graham,
Rodney Graham,
Hans Haacke,
Keith Haring,
Ernst Hermanns,
Georg Herold,
Jenny Holzer,
Rebecca Horn,
Shirazeh Houshiary,
Thomas Huber,
Donald Judd,
Hubert Kiecol,
Per Kirkeby,
Harald Klingelhöller,
Jeff Koons,
Raimund Kummer,
Ange Leccia,
Sol LeWitt,
Mario Merz,
Olaf Metzel,
François Morellet,
Reinhard Mucha,
Matt Mullican,
Bruce Nauman,
Maria Nordman,
Claes Oldenburg,
Nam June Paik,
A. R. Penck,
Giuseppe Penone,
Hermann Pitz,
Fritz Rahmann,
Ulrich Rückriem,
Reiner Ruthenbeck,
Thomas Schütte,
Richard Serra,
Susana Solano,
Ettore Spalletti,
Thomas Struth,
Richard Tuttle,
Franz West,
Rémy Zaugg.

#### Opere
Opere permanenti:
- Bus shelter IV opera di Dennis Adams, localizzata in Johannistr.
- Cielo Accorciato di Giovanni Anselmo, situato vicino al Dipartimento di Teologia.
- Study Garden di Siah Armajani.
- Kirschensäule di Thomas Schütte.

Opere temporanee:
- Bus Shelter IV di Dennis Adams.
- Glas und Stahl di Carl Andre.

### Skulptur Projekte1997 dal 22 giugno al 28 settembre 1997
Prof. Kasper König è il curatore e invita 74 artisti. Numero visitatori: 500.000

#### Artisti invitati
Kim Adams,
Carl Andre,
Michael Asher,
Georg Baselitz,
Alighiero e Boetti,
Christine Borland,
Daniel Buren,
Janet Cardiff,
Maurizio Cattelan,
Eduardo Chillida,
Stephen Craig,
Richard Deacon,
Mark Dion,
Stan Douglas,
Maria Eichhorn,
Ayse Erkmen,
Peter Fischli e David Weiss,
Isa Genzken,
Paul-Armand Gette,
Jef Geys,
Douglas Gordon,
Dan Graham,
Marie-Ange Guilleminot,
Hans Haacke,
Raymond Hains,
Georg Herold,
Thomas Hirschhorn,
Rebecca Horn,
Huang Yong Ping,
Bethan Huws,
Fabrice Hybert,
Ilya Kabakov,
Tadashi Kawamata,
Martin Kippenberger,
Per Kirkeby,
Jeff Koons,
Svetlana Kopystiansky,
Sol LeWitt,
Atelier van Lieshout,
Olaf Metzel,
Reinhard Mucha,
Maria Nordmann,

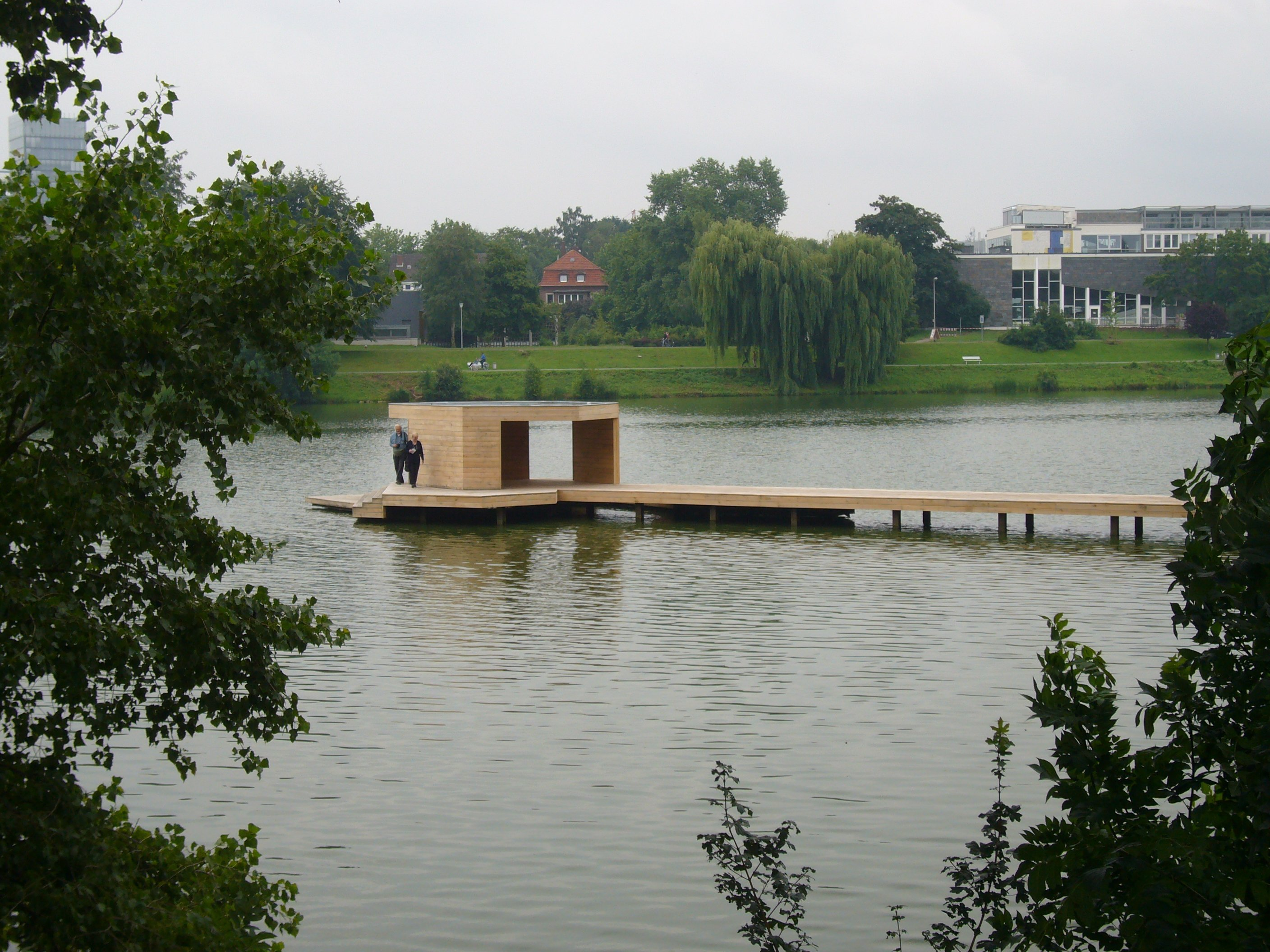
Pier,Jorge Pardo,Skulptur Projekte '97

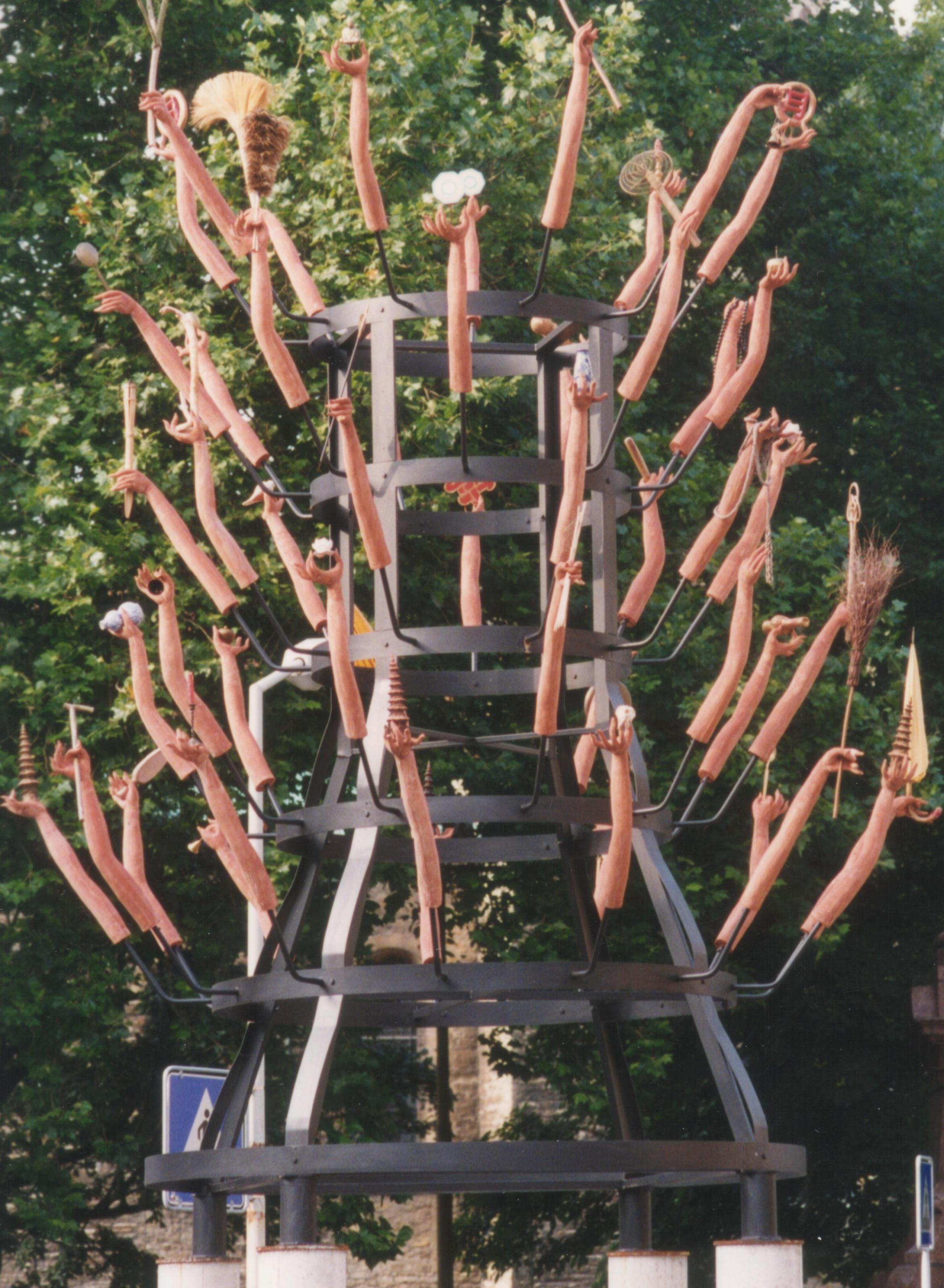
100 Arme di Guan-yin, Huang Yong Ping, Skulptur Projekte '97

Claes Oldenburg e Coosje van Bruggen,
Gabriel Orozco,
Tony Oursler,
Nam June Paik,
Jorge Pardo,
Hermann Pitz,
Marjetica Potrč,
Charles Ray,
Tobias Rehberger,
Ulrich Rückriem,
Allen Ruppersberg,
Reiner Ruthenbeck,
Kurt Ryslavy,
Karin Sander,
Thomas Schütte,
Richard Serra,
Roman Signer,
Andreas Slominski,
Yutaka Sone,
Diana Thater,
Bert Theis,
Rirkrit Tiravanija,
Eulàlia Valldosera,
herman de vries,
Lawrence Weiner,
Franz West,
Rachel Whiteread,
Elin Wikström,
Wolfgang Winter e Berthold Hörbelt,
Jeffrey Wisniewski,
Andrea Zittel,
Heimo Zobernig.

#### Opere
Opere permanenti:

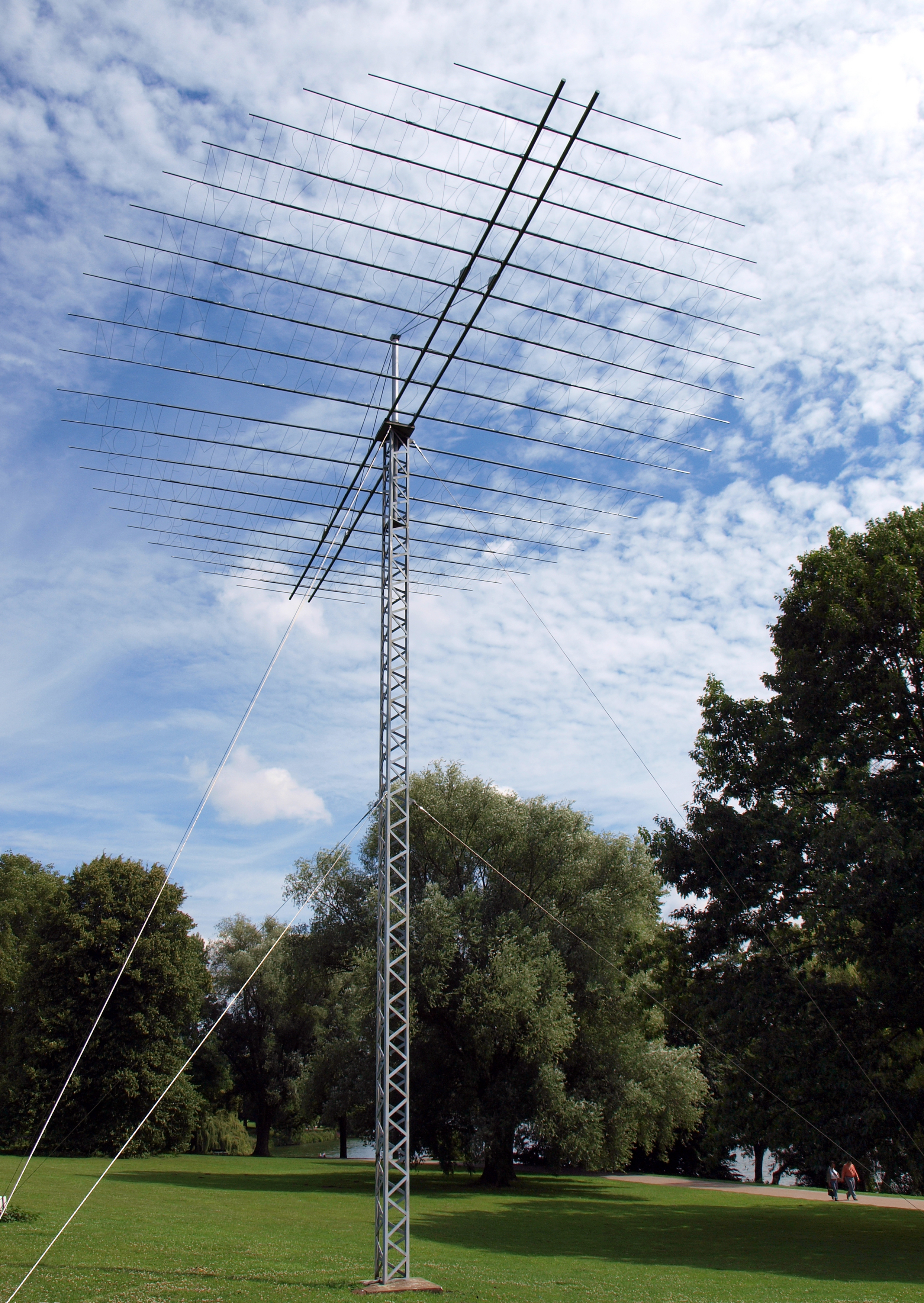
Looking up. Reading the Words di Ilya Kabakov 2009

- 100 Arme di Guan-yin di Huang Yong ping
- Looking up. Reading the Words di Ilya Kabakov.
- Pier di Jorge Pardo.

Opere temporanee:
- Love does not last forever di Maurizio Cattelan
- Out of the Blue di Maurizio Cattelan
- Sculptures on the Air di Ayse Erkmen
- 32 Cars for the 20th Century di Nam June Paik
- Birthday Party di Yutaka Sone
- A-Z Deserted Islands di Andrea Zittel

### Skulptur projekte2007 dal 16 giugno 2007 al 30 settembre 2007
I curatori Brigitte Franzen, (LWL-State Museum of Art and Cultural History di Münster), Carina Plath (Westphalian Art Association di Münster) e Kasper König (direttore del Museo Ludwig di Colonia), presente fin dalla prima edizione, hanno invitato 36 artisti di fama internazionale a produrre in loco delle installazioni site-specific, disseminate in modo eterogeneo nel piccolo centro tedesco. I lavori sono stati installati in un vasto raggio che comprende sia il territorio urbano di Münster, sia l'area dei parchi e la zona agricola che la circonda. Le opere sono state create in posti insoliti o non immediatamente visibili come i bagni pubblici, il cinema, il teatro e la palestra e anche sotto i ponti.

#### Artisti invitati
- Pawel Althamer, nato nel 1967 a Varsavia in Polonia, vive e lavora a Varsavia.
- Michael Asher, nato nel 1943 a Los Angeles negli USA, vive e lavora a Los Angeles.
- Nairy Baghramian, nato nel 1971 a Isfahan in Iran, vive e lavora a Berlino.
- Guy Ben-Ner, nato nel 1969 a Ramat Gan in Israele, vive e lavora a New York.
- Guillaume Bijl, nato nel 1946 ad Anversa in Belgio, vive e lavora ad Anversa e Münster.
- Martin Boyce, nato nel 1967 a Glasgow in Gran Bretagna, vive e lavora a Glasgow e Berlino.
- Jeremy Deller, nato nel 1966 a Londra in Gran Bretagna, vive e lavora a Londra.
- Michael Elmgreen nato nel 1961 a Copenaghen e Ingar Dragsetnata nel 1969 a Trondheim, vivono e lavorano a Berlino.
- Hans-Peter Feldmann, nato nel 1941 a Hilden in Germania, vive e lavora a Düsseldorf.
- Dora Garcia, nata nel 1965 a Valladolid in Spagna, vive e lavora a Bruxelles.
- Isa Genzken, nata nel 1948 a Bad Oldesloe in Germania, vive e lavora a Berlino.
- Dominique Gonzalez-Foerster, nata nel 1965 a Strasburgo in Francia, vive e lavora a Parigi e Rio de Janeiro.
- Tue Greenfort, nato nel 1973 a Holbæk in Danimarca, vive a Francoforte e Berlino.
- David Hammons, nato nel 1943 a Springfield negli USA, vive e lavora ad Harlem/New York.
- Valérie Jouve, nata nel 1964 a Saint-Étienne in Francia, vive e lavora a Parigi.
- Mike Kelley, nato nel 1954 a Detroit negli USA,vive e lavora a Los Angeles.
- Suchan Kinoshita, nato nel 1960 a Tokyo in Giappone, vive e lavora a Maastricht.
- Marko Lehanka, nato nel 1961 a Herborn in Germania, vive e lavora a Francoforte e Butzbach.
- Gustav Metzger, nato nel 1926 a Norimberga, vive e lavora a Londra.
- Eva Meyer nata nel 1950 a Friburgo in Germania e Eran Schaerf, nato nel 1962 a Tel-Aviv in Israele vivono e lavorano a Berlino.
- Deimantas Narkevicius, nato nel 1964 a Utena in Lituania, vive e lavora a Vilnius.
- Bruce Nauman, nato nel 1941 a Fort Wayne negli USA, vive e lavora a Galisteo, USA.
- Maria Pask, nata nel 1969 a Wales in Gran Bretagna, vive e lavora a Amsterdam.
- Manfred Pernice, nato nel 1963 a Hildesheim in Germania, vive e lavora a Berlino.
- Susan Philipsz, nata nel 1965 a Glasgow in Gran Bretagna, vive e lavora a Belfast e Berlino.
- Martha Rosler, nata New York City negli USA, vive e lavora a New York City e Malmö.
- Thomas Schütte, nato nel 1954 a Oldenburgo in Germania, vive e lavora a Düsseldorf.
- Andreas Siekmann, nata nel 1961 in Hamm, Germania, vive e lavora a Berlino.
- Rosemarie Trockel, nata nel 1952 in Schwerte, Germania, vive e lavora a Colonia.
- Silke Wagner, nato nel 1968 a Göppingen in Germania, vive e lavora a Francoforte.
- Mark Wallinger, nato nel 1959 a Chigwell in Gran Bretagna, vive e lavora a Londra.
- Clemens von Wedemeyer, nata nel 1974 a Gottinga in Germania, vive e lavora a Berlino e Lipsia.
- Annette Wehrmann, nata nel 1961 vicino ad Amburgo, Germania, vive e lavora ad Amburgo.
- Pae White, nata nel 1963 a Pasadena in Canada, vive e lavora a Los Angeles.[5]

#### Opere
Opere permanenti:
- Square Depression di Bruce Nauman, progettato nel 1977 è una piramide negativa di 25 metri di diametro i cui lati scendono verso il centro.

Opere temporanee:
- 1 km length di Pawel Althamer, è una traiettoria, attraverso i campi, che porta lontano da dove si è, verso un altro luogo.[6].
- Caravan, progetto “itinerante” di Michael Ascher che, fin dalla prima edizione del '77, durante il periodo della mostra, muove di settimana in settimana il proprio caravan, lo stesso di 30 anni fa, parcheggiandolo di volta in volta in punti diversi della città. Lo spostamento del mezzo avviene ogni lunedì mattina, quando il museo è chiuso, e testimonia il cambiamento continuo del volto della città, il passare degli anni e di come la vita si adegui incessantemente alle modificazioni del tempo.[7].
- Entr'acte di Nairy Baghramian
- Speak to the earth and it will tell you progetto di Jeremy Deller, che ha coinvolto i frequentatori dei giardini botanici Martini, a tenere dei diari per i prossimi dieci anni, dove annotare impressioni personali e cambiamenti connessi alla natura e alle piante.[8]
- Drama Queens, progetto di Elmgreen & Dragset, è un video di una performance realizzata nel Teatro Municipale di Münster, che può essere visto al LWL State Museum of Art and Cultural History per la durata della manifestazione. .
- WC facilities on the Domplatz di Hans–Peter Feldman, è un'opera allestita nei bagni pubblici in funzione dagli anni 50, in piazza del Duomo. Questo luogo molto visitato da turisti e passanti è uno spazio che permette una visibilità unica. Feldman, interessato nel trasformare i bagni esteticamente per fare dello spazio un luogo piacevole, ha appeso dei lampadari di vetro all'ingresso di questo, donando così un'atmosfera più intima e meno pubblica al bagno, quasi volendo invitare le persone a socializzare, come si usava nei tempi dell'antica Roma. Un intervento semplice in un luogo di grande rilevanza ma inaspettato.
- I fiori per Münster, progetto di Marko Lehanka [collegamento interrotto].
- Monumento a Karl Marx di Deimantas Narkevicius
- Trickle Down,PublicSpace in theEra of itsPrivatization di Andreas Siekmann .
- Beautifulcity, progetto di Maria Pask, che coinvolge personalità internazionali in una tavola rotonda su fede, spiritualità e religione .
- Unsettling the Fragments di Martha Rosler, è il progetto che ha spostato alcuni degli elementi storici della città nella sua installazione. Perciò un'aquila dell'era fascista realizzata per le Forze Aeree (1934), oggi trova spazio su un palo davanti al centro commerciale. Si fonde nel suo contesto ed è quasi impercettibile.
- The Lost Reflection di Susan Philipsz, è stata allestita sotto il ponte Torminbrücke sul Lago Aa, su due piattaforme dove si può scendere dalle scale a chiocciola. La Philipz ha predisposto un'installazione sonora, la sua voce registrata a Berlino, ad intervalli canta una canzone ripresa dal Racconto di Giulietta tratto da “Tales of Hoffman”, la storia della cortesana Giulietta che ruba l'anima di Hoffman dallo specchio incantato. Il suono fa eco e viaggia sul ponte percorrendo la superficie. Dall'altra parte, l'altra voce registrata risponde come in un dialogo che ci trasporta, che si confonde con i suoni della strada.
- The History of Münster From Below di Silke Wagner
- my-fi, Tacos di Marzapane di Pae White, è un'opera performativa, che vede l'artista offrire tacos fatti di marzapane accompagnati con limone e radici, in un bellissimo caffè, accanto ad altri dolci elaborati, proprio davanti ad una chiesa antica.[9]

## Eventi collaterali
Il LWL-State Museum of Art and Cultural History ospita una mostra documentaria sulla storia degli sculpture projects delle passate edizioni e sull'origine dei progetti stessi.
Per l'edizione 2007, durante il precedente periodo estivo 2006 e i mesi invernali 2006-2007, la Skulptur Projekte Münster 07 ha collaborato con l'Academy of Fine Arts Münster per la realizzazione di una presentazione intitolata Vorspann ("preludio"), una serie di conferenze e workshops per studenti, tenuti dagli artisti partecipanti all'evento.
Inoltre nel corso di giugno 2007, l'evento è stato accompagnato da una serie di incontri e tavole rotonde che hanno visto gli studenti dell'Università di Münster insieme a critici d'arte nazionali e internazionali confrontarsi sul tema del rapporto tra arte e spazio pubblico, affrontato da differenti punti di vista, a testimonianza del carattere interdisciplinare e interculturale della manifestazione.